# Pac-Man
Pac-Man (パックマン Pakkuman) là một trò chơi arcade được phát triển bởi Namco và phát hành đầu tiên tại Nhật Bản vào 22 tháng 5 năm 1980. Trở nên nổi tiếng và được ưa thích ngay từ khi được phát hành cho đến ngày nay, Pac-Man được xem là một trò chơi kinh điển và trở thành một biểu tượng của văn hóa đại chúng những năm 80.
Kết hợp được những thể loại phổ biến thời đó, Pac-Man nhanh chóng thành công và được nhắc đến như là một bước ngoặt lớn trong lịch sử trò chơi điện tử, cũng như là một trong những trò chơi arcade nổi tiếng nhất mọi thời đại. Nó còn là trò chơi đoạt doanh thu cao nhất mọi thời đại, thu về khoảng 2,5 tỷ đô la Mỹ vào những năm 1990, tương đương với khoảng 3,4 tỷ đô la Mỹ vào năm 2011.
Theo Davie-Brown Index, Pac-Man là trò chơi điện tử được biết đến nhiều nhất đối với những người chơi Hoa Kỳ, trong đó con số trong cuộc khảo sát là 94%. Pac-Man là trò chơi tồn tại lâu nhất trong Kỷ nguyên vàng của trò chơi arcade, và là một trong ba trò chơi điện tử duy nhất được lưu giữ tại viện Smithsonian ở Washington D.C.
Tên gọi ban đầu của trò chơi này là "Puck-Man" nhưng khi phát hành sang Mỹ, tên được đổi lại thành "Pac-Man" để tránh bị liên tưởng thành một từ thô tục.

## Cách chơi
Người chơi điều khiển Pac-Man trong một mê cung và ăn các chấm pac (pac-dots). Nếu người chơi ăn hết các chấm pac thì Pac-Man được đưa qua màn chơi mới. Có 4 đối thủ là Blinky, Pinky, Inky và Clyde đi rong tự do trong mê cung và cố gắng bắt Pac-Man. Nếu để bị bắt, Pac-Man sẽ bị mất mạng. Gần 4 góc của mê cung có 4 chấm tròn to và phát sáng có tên là "viên sức mạnh", nếu Pac-Man ăn được các chấm này sẽ giúp Pac-Man có khả năng ăn các kẻ địch trong một thời gian ngắn. Khi đó kẻ địch sẽ chuyển sang màu lam, di chuyển chậm lại và chạy trốn khỏi Pac-Man. Khi một kẻ địch bị ăn, đôi mắt của chúng sẽ di chuyển về hình chữ nhật trung tâm và sẽ trở lại màu như cũ. Kẻ địch sẽ phát sáng màu trắng khi chuẩn bị trở lại nguyên hình nguy hiểm ban đầu.
Các kẻ địch trong Pac-Man được biết đến với các tên gọi như "ma" (ghosts) hay "quái vật" (monsters) với màu sắc và tên gọi khác nhau. Sau đây là các kẻ địch cùng màu sắc của chúng:
- Blinky: Đỏ
- Pinky: Hồng
- Inky: Lục lam
- Clyde: Da cam

### Màn hình bị nứt
Pac-Man được thiết kế không có kết thúc - tức là người chơi có thể chơi mãi mãi cho đến khi bị hết mạng. Tuy nhiên, một lỗi kỹ thuật đã dẫn đến việc tới màn chơi 256 thì nửa mê cung bên phải bị lộn xộn với những ký tự bất kỳ, khiến người chơi không thể ăn chấm dot để hoàn thành màn chơi. Vì màn chơi này thường làm kết thúc trò chơi, màn hình ở màn 256 thường được gọi là "màn hình chết chóc".

### Cuộc chơi hoàn hảo
Cuộc chơi hoàn hảo là cuộc chơi mà khi người chơi giành được số điểm cao nhất có thể trong 255 màn chơi đầu tiên mà không mất một mạng nào, và sau đó có thể giành số điểm bất kỳ có thể ở màn 256. Người đầu tiên thực hiện một cuộc chơi hoàn hảo là Billy Mitchell ở Hollywood, Florida với số điểm 3.333.360 vào ngày 3 tháng 7 năm 1999.

## Các phiên bản khác
- Pac-Man 256 là phiên bản tái hiện lại màn chơi 256 của tựa game gốc theo góc nhìn khác, người chơi sẽ điều khiển Pac-Man ăn các chấm Pac và các viên sức mạnh để ăn các bóng ma khác trong một đoạn mê cung dài vô tận, trong khi có một đoạn lỗi lập trình xuất hiện và dần "ăn mòn" đoạn mê cung ở phía dưới mà người chơi cần phải điều khiển né tránh khỏi khu vực này, ngoài viên sức mạnh người chơi cũng có thể thu thập một số các power-up trên đường đi để nhận một số các năng lực khác nhau. Trò chơi đã được Bandai Namco Entertainment phát hành trên nền tảng IOS và Android năm 2015.
- Pac-Man Google là phiên bản ra mắt năm 2018 và phát hành duy nhất trên ứng dụng Google Play Games, khác với tựa game gốc, người chơi sẽ điều khiển Pac-Man trong một mê cung hình chữ nhật, trong đó có các vách tường được xếp thành các chữ cái trong logo của Google, hình chữ nhật trung tâm nằm ở giữa vách tường chữ "O" và chữ "G".

## Xuất hiện trong các bộ phim
Nhân vật trò chơi Pac-Man còn xuất hiện trong một số bộ phim như:
- Ráp-phờ đập phá (2012)
- Đại chiến Pixels (2015)
- Kamen Rider Heisei Generations: Dr. Pac-Man vs. Ex-Aid & Ghost with Legend Riders (2016)

## Loạt phim chuyển thể
Serie phim hoạt hình chuyển thể có tên là Pac-Man and the ghostly adventure ra mắt năm 2013 và được phát sóng trên các kênh Disney XD, Disney Channel.